# DNA (альбом Little Mix)
| Совокупная оценка | Совокупная оценка |
| Источник          | Оценка            |
| ----------------- | ----------------- |
| Metacritic        | 61/100            |
| Оценки критиков   |                   |
| Источник          | Оценка            |
| AllMusic          | [ 2 ]             |
| The Guardian      | [ 3 ]             |
| Digital Spy       | [ 4 ]             |
| The Independent   | [ 5 ]             |
| Time Out London   | [ 6 ]             |
| BBC Music         | (смешанная)       |
| Metro             | 3/5               |

DNA — дебютный студийный альбом британской гёрл-группы Little Mix, выпущенный 19 ноября 2012 года. Группа начала записывать альбом в декабре 2011 года и закончила работу над ним в сентябре 2012 года. Песни были написаны в соавторстве с участницами Little Mix. Акустически альбом объединяет в себе поп и R&B. Песни в альбоме о свободе, отношениях и расставаниях.
DNA, в основном, получил положительные отзывы от критиков. Главный сингл альбома «Wings» был выпущен 26 августа 2012 года и стал синглом № 1 в Британии, Ирландии, Австралии, Новой Зеландии, Словакии, Чехии и Венгрии. Второй сингл, «DNA», был выпущен 11 ноября 2012 года и достиг третьей строчки в британских чартах.

## Об альбоме
После того, как Little Mix стали победительницами шоу The X Factor, ходили слухи, что Гэри Барлоу и Бифф Стэннард напишут песни для дебютного альбома группы. 25 января 2012 года группа появилась на церемонии National Television Awards и выступила с песней «Don’t Let Go (Love)». Они также аккомпанировали судьям The X Factor, Барлоу и Тулисе Контоставлос на сцене церемонии награждения лучшего шоу талантов. В интервью после церемонии группа заявила, что они сами пишут песни для их дебютного альбома, но со стороны Гэри Барлоу никаких подтверждений не было, а также, что они планируют выпустить следующий сингл в марте. Позже было объявлено, что релиз сингла откладывается, и он не выйдет до августа.
30 мая 2012 года группа объявила, что их новый сингл будет называться «Wings», и короткий кусочек песни будет исполнен в эфире канала Channel 4 на той неделе, когда они приняли участие в съёмках шоу Alan Carr: Chatty Man. Впервые группа исполнила песню на фестивале T4 on the Beach 1 июля 2012 года. Официальная премьера сингла «Wings» состоялась в эфире BBC Radio 2 июля 2012 года. Сингл стартовал с первой позиции в UK Singles Chart 2 сентября 2012 года. 17 сентября обложка альбома была представлена на официальной странице группы в фейсбуке, также они подтвердили, что премьера второго сингла «DNA» на радио состоится 1 октября, а официально сингл будет выпущен 12 ноября, за неделю до релиза альбома. Трек-лист альбома был объявлен 28 сентября 2012 года, когда его выложили на сайте Amazon.co.uk, наряду с ссылкой на предзаказ альбома. Эксклюзивная версия альбома стала доступна на HMV с CD-записью «DNA».

## Список композиций
| №   | Название                       | Автор(ы) | Продюсер(ы)             | Длительность |
| --- | ------------------------------ | --- | ----------------------- | ------------ |
| 1.  | «Wings»                        | Little Mix, Tom Barnes, Ben Kohn, Iain James, Heidi Rojas, Erika Nuri, Michelle Lewis, Mischke Butler, Peter Kelleher, Kyle Coleman, Christopher Dotson | TMS                     | 3:39         |
| 2.  | «DNA»                          | Little Mix, Barnes, Peter Kelleher, Kohn, James | TMS                     | 3:56         |
| 3.  | «Change Your Life»             | Little Mix, Richard "Biff" Stannard, Tim Powell, Ash Howes                                                                                              | Stannard, Powell, Howes | 3:21         |
| 4.  | «Always Be Together»           | Ester Dean, Dapo Torimiro | DAPO                    | 4:26         |
| 5.  | «Stereo Soldier»               | Little Mix, James, Barnes, Kohn, Kelleher | TMS                     | 3:22         |
| 6.  | «Pretend It's OK»              | Little Mix, Luke Fitton, Brian Higgins, Miranda Cooper                                                                                                  | Xenomania               | 3:44         |
| 7.  | «Turn Your Face»               | Steve Mac, Priscilla Renea | Mac                     | 3:41         |
| 8.  | «We Are Who We Are»            | Mac, Wayne Hector, Ina Wroldsen | Mac                     | 3:03         |
| 9.  | «How Ya Doin'?»                | Little Mix, Lewis, Babalola, Lewis, Carter, Skinner, Volpeliere-Pierrot, Thorp, Brookhouse, Drummond                                                    | Future Cut              | 3:12         |
| 10. | «Red Planet» (featuring T-Boz) | Jon Levine, Autumn Rowe, T-Boz | Levine                  | 3:46         |
| 11. | «Going Nowhere»                | Little Mix, Nicola Roberts, Fred Ball, Iain James | Ball                    | 3:45         |
| 12. | «Madhouse»                     | Little Mix, James, Kyle Sandilands, Ricky Morris | Pegasus                 | 3:49         |